# Kurubarhalli, Kanakapura
Kurubarhalli là một làng thuộc tehsil Kanakapura, huyện Ramanagara, bang Karnataka, Ấn Độ.